# Derby da Sicília

Bandeira da Sicília.

O Derby da Sicília é o  confronto futebolístico entre Unione Sportiva Città di Palermo e Calcio Catania. Em essência, o derby siciliano representa a maior rivalidade de futebol da Sicília. Os rosanero (rosa-pretos, Palermo) e os rossazzurri (vermelhos-azuis, Catania) são os dois clubes sicilianos com mais participações na Serie A e os grandes representantes das duas maiores cidades da Sicília.
O mais notório dos confrontos foi em 2 de fevereiro de 2007, quando o policial Filippo Raciti morreu em Catania atingido por um petardo durante tumultos ligados ao jogo. Os eventos levaram Luca Pancalli, comissário da Federação Italiana de Futebol, a suspender todos os jogos do país.

## Estatísticas das Equipes
O cálculo também inclui o derby jogado entre a Associazione Calcio Fascista Catania e Palermo Juventina.

### Jogos em Catania

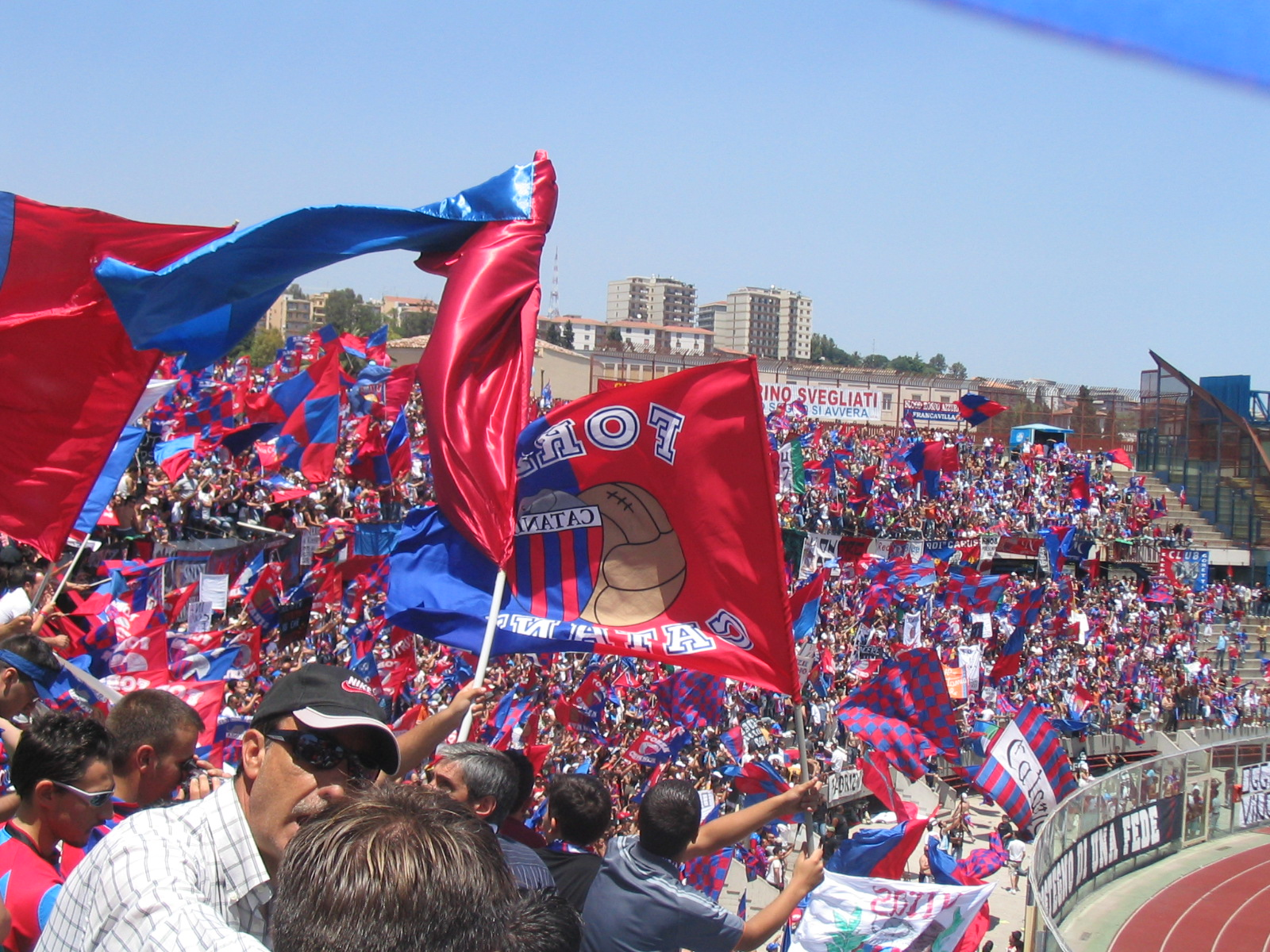
Torcida do Catania no Estádio Angelo Massimino, dia 28 maio de 2006.

|                      | Jogos Disputados | Vitórias do Catania | Empates | Vitórias do Palermo | Gols Catania | Gols Palermo |
| Serie A              | 9                | 5                   | 3       | 1                   | 15           | 4            |
| Serie B              | 17               | 5                   | 9       | 3                   | 19           | 15           |
| Serie C o C1         | 7                | 2                   | 5       | 0                   | 8            | 4            |
| Tot. Campeonatos     | 33               | 12                  | 17      | 4                   | 42           | 23           |
| Coppa Italia         | 3                | 1                   | 1       | 1                   | 4            | 4            |
| Coppa Italia Serie C | 6                | 3                   | 2       | 1                   | 7            | 4            |
| Total                | 71               | 28                  | 32      | 18                  | 81           | 50           |

### Jogos em Palermo

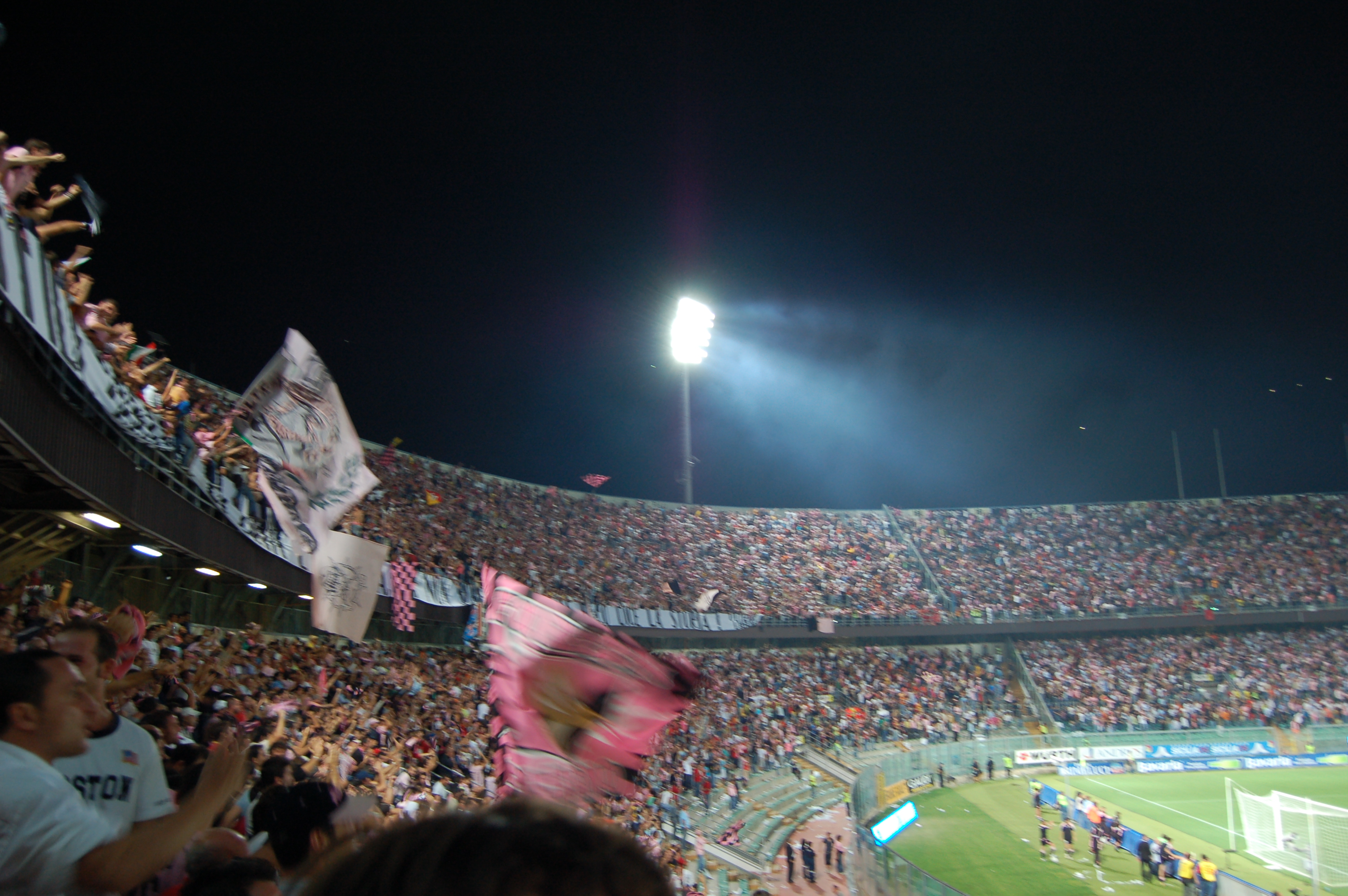
Torcida do Palermo no Estádio Renzo Barbera, durante um derby em 2006.

|                      | Jogos Disputados | Vitórias do Palermo | Empates | Vitórias doCatania | Gols Palermo | Gols Catania |
| Serie A              | 9                | 4                   | 4       | 1                  | 15           | 12           |
| Serie B              | 17               | 5                   | 10      | 2                  | 20           | 13           |
| Serie C o C1         | 7                | 3                   | 3       | 1                  | 11           | 5            |
| Tot. Campeonatos     | 33               | 12                  | 17      | 4                  | 46           | 30           |
| Coppa Italia         | 5                | 5                   | 0       | 0                  | 12           | 2            |
| Coppa Italia Serie C | 4                | 2                   | 2       | 0                  | 8            | 4            |
| Total                | 42               | 19                  | 19      | 4                  | 66           | 36           |

### Total
|                      | Jogos Disputados | Vitórias do Palermo | Empates | Vitórias do Catania | Gols Palermo | Gols Catania |
| Serie A              | 18               | 5                   | 7       | 6                   | 19           | 27           |
| Serie B              | 34               | 8                   | 19      | 7                   | 35           | 32           |
| Serie C o C1         | 14               | 3                   | 8       | 3                   | 15           | 13           |
| Total Campeonatos    | 66               | 16                  | 34      | 16                  | 69           | 72           |
| Coppa Italia         | 8                | 6                   | 1       | 1                   | 16           | 6            |
| Coppa Italia Serie C | 10               | 3                   | 4       | 3                   | 12           | 11           |
| Total                | 84               | 25                  | 39      | 20                  | 97           | 89           |

## Estatísticas individuais

### Maiores Artilheiros do Catania
- Giuseppe Mascara (04 gols)
- Loriano Cipriani (03 gols)
- Roberto Manca (03 gols)
- Jorge Martínez (03 gols)
- Maxi López (03 gols)

### Maiores Artilheiros do Palermo
- Egidio Calloni (03 gols)
- Enzo Ferrari (03 gols)
- IugosláviaJosip Iličić (03 gols)
- Fabrizio Miccoli (03 gols)
- Javier Pastore (03 gols)
- Umberto Di Falco (03 gols)

### Outros
- Luca Lugnan Catania (1 gol), Palermo (2 gols)